# 李彝氲
李彝氲（897年後—?），是五代十国时党项族的首领，本姓拓跋，是拓跋重建的曾孙，李思恭之孙，李仁福的第五子，母亲吴国太夫人渎氏。
李彝氲担任定难节度使随使马步军都教练使，就是率领随从藩帅调动的部曲的使衙高级从军将。其兄李彝谨的墓志，没有记载他的名字。他的母亲吴国太夫人渎氏的墓志铭，记载李仁福和渎氏有五个儿子按次序为李彝温、李彝超、李彝殷、李彝谨、李彝氲，李彝超、李彝殷先后担任定难节度使。根据《资治通鉴》，李仁福还有两个儿子李彝敏、李彝俊，应该不是渎氏所生。